# Sphyraena acutipinnis
Sphyraena acutipinnis es un pez de la familia de los esfirénidos en el orden de los perciformes.

## Morfología
Pueden alcanzar los 80 cm de largo total.

## Alimentación
Comida peces.

## Distribución geográfica
Se encuentran desde las costas del África Oriental hasta Hawái, las Islas Marquesas, Tuamotu y el sur del Japón.